# Estação Horta

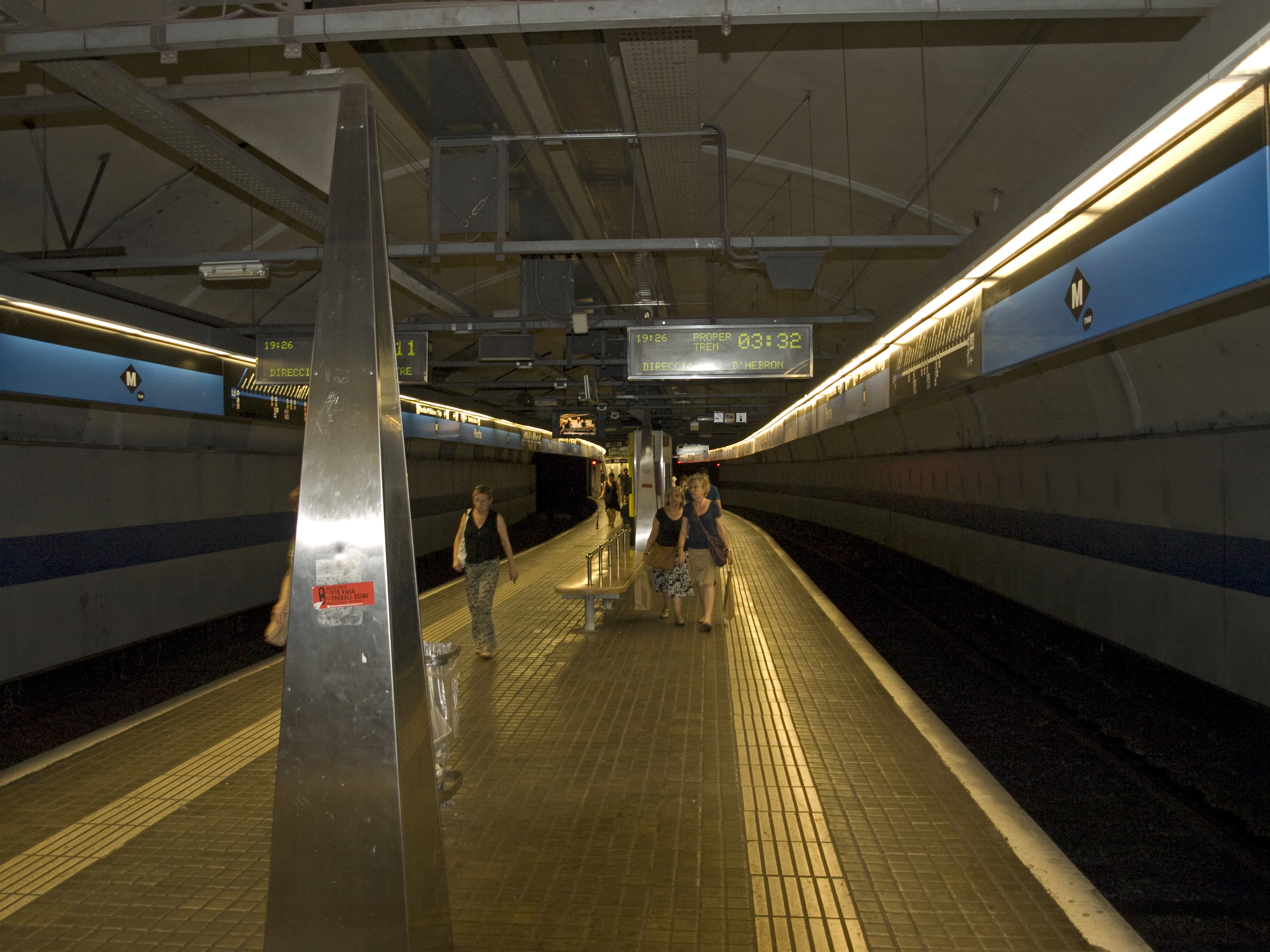
Estação Horta

Horta é uma estação da linha Linha 5 do Metro de Barcelona. Entrou em funcionamento em 1967.

## Facilidades
- escada rolante;

## Localização
- Barcelona;  Espanha,  Catalunha.